# Alan Pover
Alan John Pover CMG (* 16. Dezember 1933) ist ein britischer Diplomat.

## Leben
Als britischer Hochkommissar war Alan Pover 1991 von der Regierung Major in das westafrikanische Gambia entsandt worden, er löste Alec Ibbott ab. Seine Amtszeit in Gambia endete 1993, sein Nachfolger in Gambia wurde Michael J. Hardie.

## Familie
Alan Pover ist der Sohn von John Pover und Anne (geborene Hession). Er heiratete 1964 Doreen Elizabeth Dawson. Aus dieser Ehe stammte ein Sohn und zwei Töchter.

## Auszeichnungen und Ehrungen
- 1990: Companion des Order of St Michael and St George (CMG)[1]